# Фердинанд II (Португалия)
Вижте пояснителната страница за други личности с името Фердинанд II.
Фердинанд Август Франц Антон фон Сакс-Кобург-Гота и Кохари (на немски: Ferdinand August Franz Anton von Sachsen-Coburg und Kohary; на португалски: Fernando II de Portugal; * 29 октомври 1816 във Виена; † 15 декември 1885 в Лисабон) е германски принц на Саксония-Кобург-Заалфелд и jure uxoris крал на Португалия под името Фернанду II, съпруг и съуправител на португалската кралица Мария II от сключването на брака им 1836 г. до смъртта на Мария II през 1853 г. Фердинанд II управлява Португалия (1837 – 1853) като регент на сина си – крал Педро V. Основател е на португалския клон на Сакскобургготската династия (на английски: House of Braganza-Saxe-Coburg and Gotha).
Фердинанд е роден на 29 октомври 1816 г. във Виена. Той е първият син на принц Фердинанд Сакс-Кобург-Заалфелд (1785 – 1851) и съпругата му унгарската принцеса Мария-Антония фон Кохари де Чабраг (1797 – 1862). Крал Фердинанд II е чичо по бащина линия на българския цар Фердинанд Сакскобургготски.
На 9 април 1836 г. Фердинанд се жени за Мария II да Глория (1819 – 1853), кралица на Португалия, дъщеря на крал Педро I от Бразилия. Според Португалския закон съпругът на управляващата кралица може да бъде титулуван крал само след раждането на първото дете на двойката (това е причина първият съпруг на Мария II никога да не получи тази титла). Поради това след сключването на брака Фердинанд е титулуван Негово Кралско Величество, херцогът на Браганса. На следващата година кралската двойка се сдобива с първото си дете и Фердинанд окончателно е удостоен с кралска титла.

## Деца
Фердинанд II и Мария II имат единадесет деца:
- Педро V (1837 – 1861), крал на Португалия от 1853, женен 1858 г. за принцеса Стефани фон Хоенцолерн-Зигмаринген (1837 – 1859)
- Луиш I (1838 – 1889), женен 1862 г. за принцеса Мария Пиа Савойска (1847 – 1911), дъщеря на крал Виктор Емануил II
- Мария (*/† 1840)
- Жоао Мария (1842 – 1861), 8. херцог на Бежа
- Мария Анна (1843 – 1884), омъжена 1859 г. за по-къстния крал Георг Саксонски (1832 – 1904)
- Антония Мария (1845 – 1913), омъжена 1861 г. за княз Леополд фон Хоенцолерн-Зигмаринген (1835 – 1905), син на княз Карл Антон фон Хоенцолерн-Зигмаринген
- Фернандо Мария (1846 – 1861)
- Аугусто Мария (1847 – 1889), херцог на Коимбра
- Леополдо (*/† 1849)
- Мария да Глория (*/† 1851)
- Еуженио-Мария (*/† 1853)

Мария II умира през 1853 г., а Фердинанд е обявен за регент на сина си Педру. На този пост Фердинанд остава до пълнолетието на сина си през 1855 г. След възкачването на Педру V Фердинанд се оттегля от политическата сцена на Портуалия. През 1869 той отказва да заеме испанския престол.
Фердинанд се жени втори път на 10 юни 1869 г. в Лисабон за оперната певица Елиза Хенслер (1836 – 1929), 1869 г. графиня на Елда.
Фердинанд II умира на 15 декември 1885 г. в Лисабон, Португалия.